# 제8회 이주민 영화제
제8회 이주민 영화제는 2014년 11월 8일에 열린 시상식이다.

## 수상 및 후보

### 상영작
- 찡찡 막막 - 박제욱
- 60만 번의 트라이 - 박사유 외 1명
- 하나안 - 박루슬란
- 굿모닝 맨하탄 - 가우리 신드
- 이상한 나라의 산타 - 로빈 쉬엑
- 굿바이 - 섹 알마문
- 모래언덕의 소년 - 바르스 볼드
- 창문 - 바르스 볼드
- 친구 - 아즈마 에이지
- 안 중요해 - 에마 외 2명
- 레몬 - 루마 유리 아키즈키 마츠바라
- 친구 - 김승현 외 1명
- 마이싸이팍치 - 김혜지
- 하늘에 무지개가 뜨면 - 권민서 외 1명
- 그녀의 장미꽃 - 곽송미 외 1명
- 쌤들의 경험 - 박준영 외 1명
- 밥상의 저편, 이주노동자의 눈물 - 한겨레 캐스트
- 근로기준법 제63조 일 많이! 돈 조금! - 지구인의 정류장
- 라이의 '바꿔주세요' - 지구인의 정류장
- 밥 없어 집 없어 시끄러 나가! - 지구인의 정류장
- 퇴직금 뉴스 - Sambath 외 4명
- 고용허가제 10년 영상보고서 - 지구인의 정류장